# Podripci
Podripci su naseljeno mjesto u općini Bugojno, Federacija Bosne i Hercegovine, BiH.
Nalazi se sjeveroistočno od Bugojna.

## Stanovništvo

### 1991.
Nacionalni sastav stanovništva 1991. godine, bio je sljedeći:
ukupno: 262
- Muslimani - 191
- Hrvati - 60
- Srbi - 1
- Jugoslaveni - 4
- ostali, neopredijeljeni i nepoznato - 6

### 2013.
Nacionalni sastav stanovništva 2013. godine, bio je sljedeći:
ukupno: 153
- Bošnjaci - 151
- Hrvati - 2